# JavaFX Mobile
O JavaFX Mobile é um sistema operacional móvel lançado em 2007 da empresa Sun Microsystems, baseado no núcleo do sistema Linux com uma JVM portátil (do inglês Java Virtual Machine), permitindo levar mais recursos ao Java no mercado dos aparelhos móveis. Este sistema expande o uso da Interface Rica em aplicativos que possam ser executadas em vários tipos de dispositivos além do computador desktop. Atualmente o projeto é sediado pela OpenJFX.

## História
A empresa Sun anunciou a versão mobile do JavaFX no evento JavaOne em maio de 2007.

## Vantagens
As principais vantagens são relacionadas à recursos, como componentes de interface (GUI): estilo, efeitos de animação, efeitos de interatividade, os eventos parecem que estão sendo tratados em um computador desktop, rapidez no desenvolvimento com poucas linhas de código e, comunicação assíncrona, onde o aparelho do usuário não precisa esperar uma resposta do sistema servidor para que o processamento avance.

## Compatibilidade
Assim como o JavaFX Desktop, a versão móvel do JavaFX é executada em um Ambiente de Execução Java já existente, o Mobile usa a Java ME. Assim, apesar de um dispositivo possa ter o JavaFX runtime embutido, isso não é uma necessidade.